# 宮部一郎
宮部 一郎（みやべ いちろう、1888年12月22日 - 1990年10月3日）は、日本の実業家。
埼玉県羽生市出身。東京帝国大学経済学部卒業。昭和期における産業組合（農業協同組合の前身）の指導者として活動した。協同組合短期大学（1973年廃止）の2代目学長も務めた。植物学者・宮部金吾の女婿。

## 主たる経歴
- 1916年：南満州鉄道入社[1]。
- 1925年：南満州鉄道を退社[1]。
- 1928年：東京帝国大学卒業[1]。
- 1931年：農業協同組合の前身である産業組合の中央会に加入。
- 1945年：常任理事に就任する。
- 1946年：「家の光協会」副会長を兼任
- 1947年：同会長に昇格。
- 1961年：雑誌『家の光』新年号を発行し、180万部突破の実績をつくる。
- 1964年：藍綬褒章受章[1]。
- 1966年：勲三等瑞宝章受章[1]。
- 1973年：会長を退任する。
- 1990年10月3日死去。